# Szołdry (przystanek kolejowy)
Szołdry – nieczynny kolejowy przystanek osobowy we wsi Szołdry, w województwie wielkopolskim, w Polsce. Znajduje się tu 1 peron.